# Primera División 1912 (Perù)
La Primera División 1912 fu la 1ª edizione della massima serie del campionato peruviano di calcio, e fu vinta dal Lima Cricket.

## Avvenimenti
La Primera División del 1912 fu il primo campionato peruviano. Il torneo fu aperto alle formazioni di Lima, Callao e di altri distretti, come Miraflores o Barranco. Alla Liga Peruana de Football, fondata il 15 febbraio 1912 nella sede dello Sporting Miraflores, s'iscrissero 16 società: di queste, 8 formarono la massima serie, mentre le altre disputarono la seconda divisione. A metà stagione l'Escuela Militar de Chorrillos lasciò il campionato e la federazione; i risultati negativi (al momento del ritiro la squadra occupava l'ultima posizione in classifica) influirono sulla decisione.

## Partecipanti
- Association FBC
- Escuela Militar de Chorrillos
- Jorge Chávez N. 1
- Lima Cricket
- Miraflores FBC
- Sport Alianza
- Sport Inca
- Sport Progreso
- Sport Vitarte
- Sporting Miraflores

## Classifica finale
Nota: le uniche posizioni certe sono quelle di Lima Cricket e Association FBC, rispettivamente prima e seconda classificata, e quella dell'Escuela Militar, esclusa dalla competizione. Pertanto, le restanti squadre sono presentate in ordine alfabetico.
|                 | Pos. | Squadra                       | Pt | G | V | N | P | GF | GS | DR |
| --------------- | ---- | ----------------------------- | -- | - | - | - | - | -- | -- | -- |
| Perù (bandiera) | 1.   | Lima Cricket                  | ?  | ? | ? | ? | ? | ?  | ?  | ?  |
|                 | 2.   | Association FBC               | ?  | ? | ? | ? | ? | ?  | ?  | ?  |
|                 | ?.   | Jorge Chávez N. 1             | ?  | ? | ? | ? | ? | ?  | ?  | ?  |
|                 | ?.   | Miraflores FBC                | ?  | ? | ? | ? | ? | ?  | ?  | ?  |
|                 | ?.   | Sport Alianza                 | ?  | ? | ? | ? | ? | ?  | ?  | ?  |
|                 | ?.   | Sport Inca                    | ?  | ? | ? | ? | ? | ?  | ?  | ?  |
|                 | ?.   | Sport Progreso                | ?  | ? | ? | ? | ? | ?  | ?  | ?  |
|                 | ?.   | Sport Vitarte                 | ?  | ? | ? | ? | ? | ?  | ?  | ?  |
|                 | ?.   | Sporting Miraflores           | ?  | ? | ? | ? | ? | ?  | ?  | ?  |
|                 | --   | Escuela Militar de Chorrillos | -  | - | - | - | - | -  | -  | -  |

Legenda:

         Campione del Perù 1912
Note:
Due punti a vittoria, uno a pareggio, zero a sconfitta.